# Eris
Eris  (лат.) — род аранеоморфных пауков из подсемейства Dendryphantinae в семействе пауков-скакунов (Salticidae). Распространены виды этого рода от Аляски до Эквадора.

## Этимология
Название этого рода пауков от древнегреческой богини раздора Эриды.

## Виды
- Eris bulbosa (Karsch, 1880) — Мексика
- Eris flava (Peckham & Peckham, 1888) — от США до острова Гаити
- Eris floridana (Banks, 1904) — США
- Eris illustris C. L. Koch, 1846 — Пуэрто-Рико
- Eris militaris (Hentz, 1845) — США, Канада, Аляска
- Eris perpacta (Chickering, 1946) — Панама
- Eris perpolita (Chickering, 1946) — Панама
- Eris riedeli (Schmidt, 1971) — Эквадор или Колумбия
- Eris rufa (C. L. Koch, 1846) — США
- Eris tricolor (C. L. Koch, 1846) — Мексика
- Eris trimaculata (Banks, 1898) — Мексика
- Eris valida (Chickering, 1946) — Панама